# Specie di Papaver
Elenco delle specie di Papaver:

## A

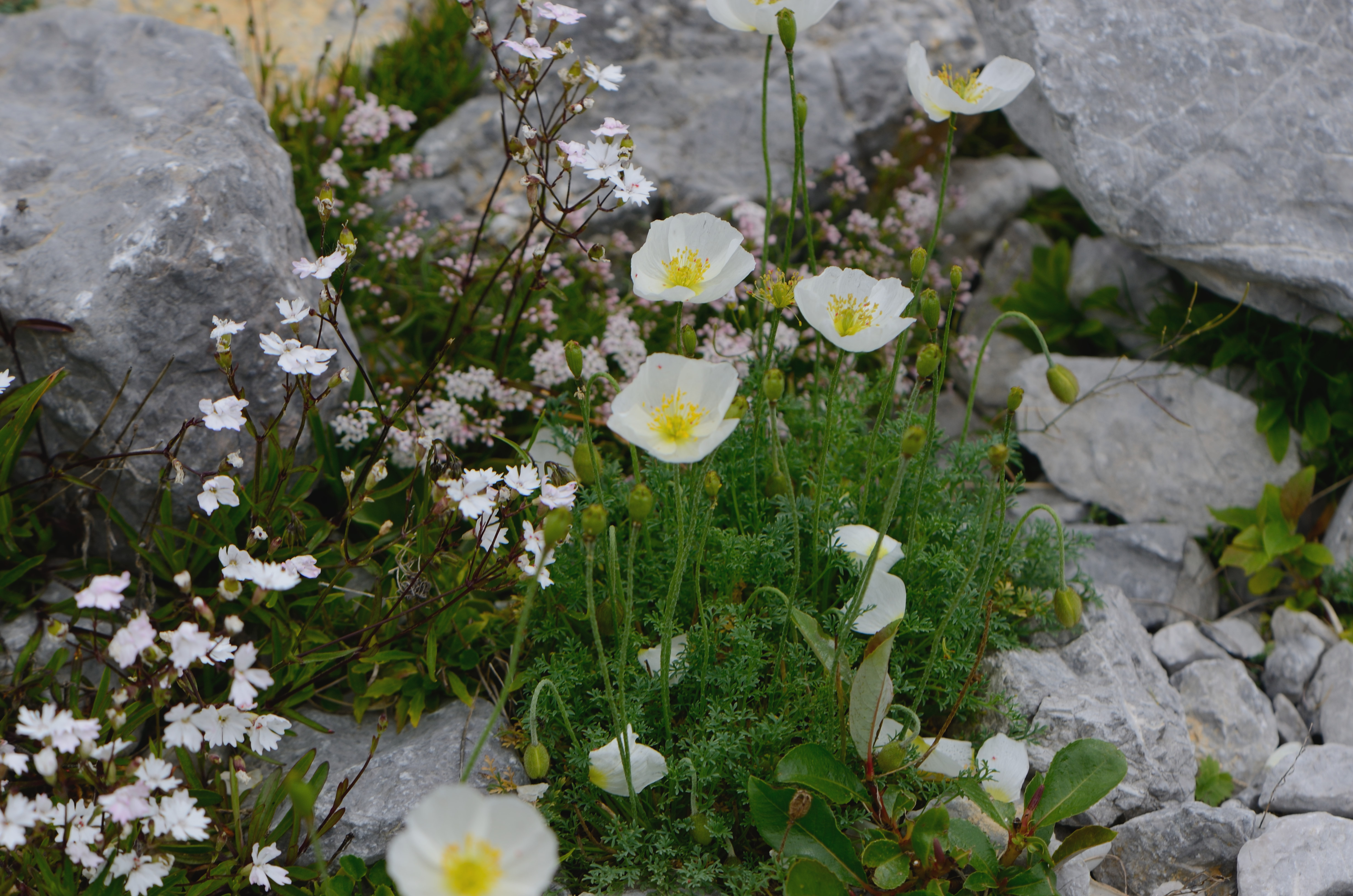
Papaver alpinum.

- Papaver acrochaetum Bornm. ex Fedde
- Papaver aculeatum Thunb.
- Papaver alaskanum Hultén
- Papaver albertii Mikheev
- Papaver albiflorum (Elkan) Pacz.
- Papaver alboroseum Hultén
- Papaver alpinum L.
- Papaver ammophilum (Turcz.) Peschkova
- Papaver amurense (N.Busch) Karrer
- Papaver anadyrense V.V.Petrovsky
- Papaver angustifolium Tolm.
- Papaver anjuicum Tolm.
- Papaver apulum Ten.
- Papaver arachnoideum Kadereit
- Papaver arenarium M.Bieb.
- Papaver argemonanthum (Prain) Christenh. & Byng
- Papaver argemone L.
- Papaver armeniacum (L.) DC.
- Papaver armenii M.V.Agab.
- Papaver atlanticum (Ball) Coss.
- Papaver atrovirens V.V.Petrovsky
- Papaver autumnale (P.A.Egan) Christenh. & Byng

## B

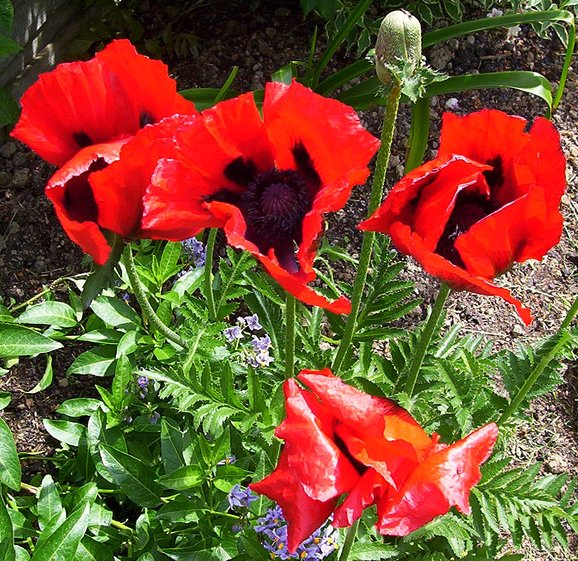
Papaver bracteatum.

- Papaver baileyi (Prain) Christenh. & Byng
- Papaver baitagense Kamelin & Gubanov
- Papaver balangense (Tosh.Yoshida, H.Sun & Boufford) Christenh. & Byng
- Papaver × bartuschianum Fedde
- Papaver bellum (Prain) Christenh. & Byng
- Papaver betonicifolium (Franch.) Christenh. & Byng
- Papaver bhutanicum (Tosh.Yoshida & Grey-Wilson) Christenh. & Byng
- Papaver bijiangense (H.Ohba, Tosh.Yoshida & H.Sun) Christenh. & Byng
- Papaver bipinnatum C.A.Mey.
- Papaver × boissierianum Fedde
- Papaver × bourgeauanum Fedde
- Papaver bracteatum Lindl.
- Papaver bulbiliferum (Tosh.Yoshida, H.Sun & Grey-Wilson) Christenh. & Byng

## C
- Papaver calcareum V.V.Petrovsky

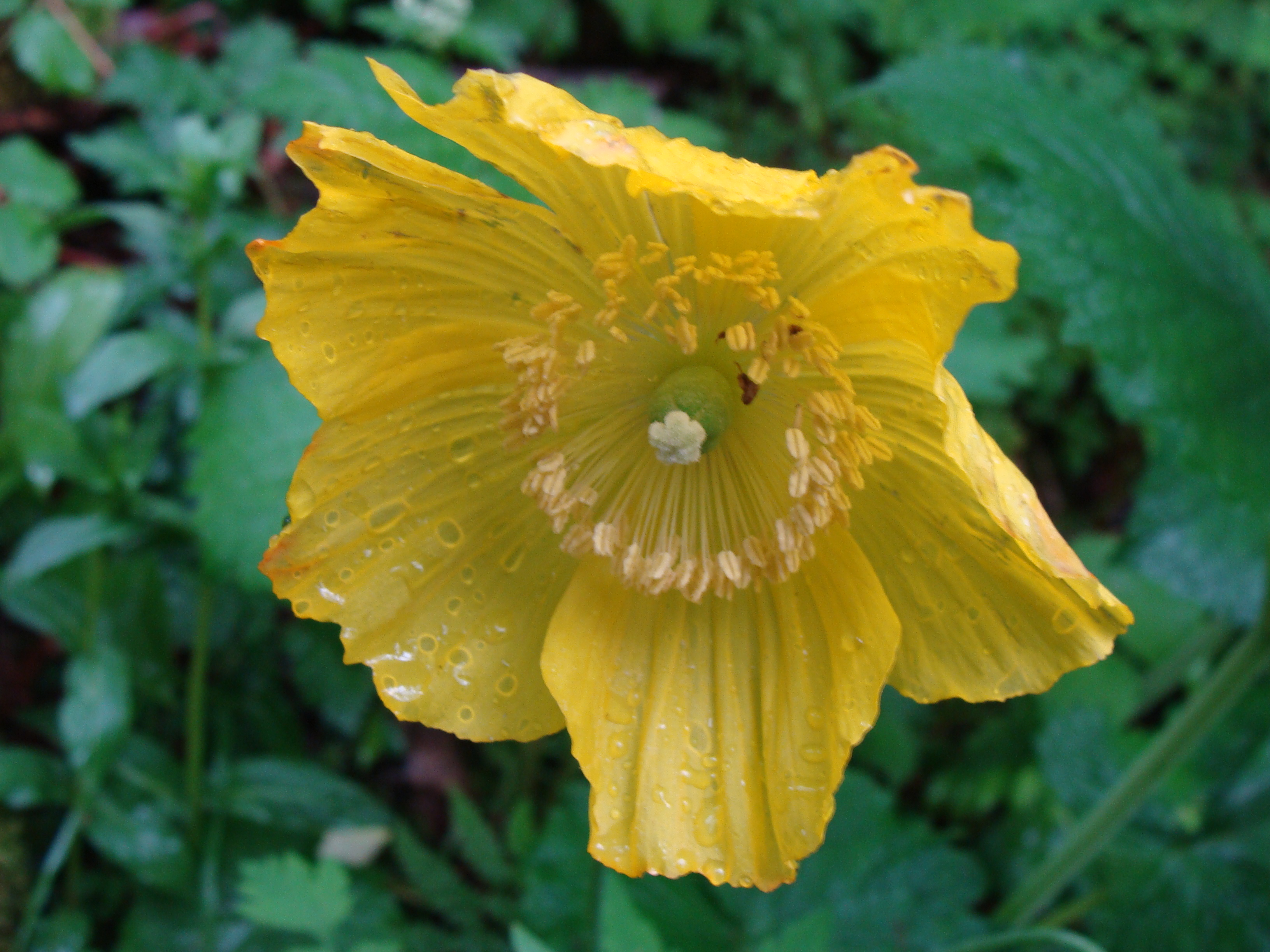
Papaver cambricum.

- Papaver calciphilum (Kingdon-Ward) Christenh. & Byng
- Papaver californicum A.Gray
- Papaver cambricum L.
- Papaver canescens Tolm.
- Papaver carmeli Feinbrun
- Papaver cathcartia Christenh. & Byng
- Papaver chakassicum Peschkova
- Papaver chankheliense (Grey-Wilson) Christenh. & Byng
- Papaver chelidoniifolium Boiss. & Buhse
- Papaver chionophilum V.V.Petrovsky
- Papaver clavatum Boiss. & Hausskn.
- Papaver coloradense (Fedde) Fedde ex Wooton & Standl.
- Papaver columbianum Fedde ex Björk
- Papaver commutatum Fisch., C.A.Mey. & Trautv.
- Papaver comptum (Prain) Christenh. & Byng
- Papaver concinnum (Prain) Christenh. & Byng
- Papaver confine Jord.
- Papaver × cookei (G.Taylor) Christenh. & Byng
- Papaver corona-sancti-stephani Zapal.
- Papaver croceum Ledeb.
- Papaver curviscapum Nábelek
- Papaver cyprium (Chrtek & B.Slavík) M.V.Agab., Christodoulou & Hand
- Papaver czekanowskii Tolm.

## D
- Papaver dahlianum Nordh.

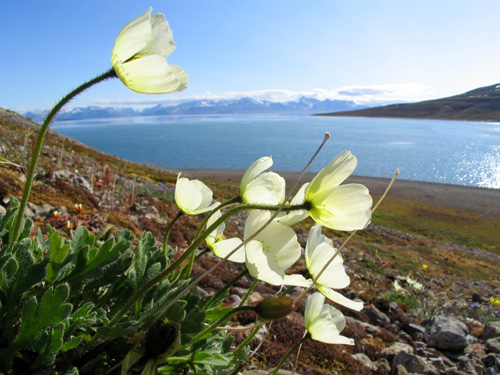
Papaver dahlianum.

- Papaver davisii (Kadereit) M.V.Agab.
- Papaver decaisnei Hochst. & Steud. ex Elkan
- Papaver delavayi (Franch.) Christenh. & Byng
- Papaver denalii Gjaerev.
- Papaver detritophilum V.V.Petrovsky
- Papaver dhwojii (G.Taylor ex Hay) Christenh. & Byng
- Papaver discigerum (Prain) Christenh. & Byng
- Papaver dodecandrum (Forssk.) Medik.
- Papaver dubium L.

## E
- Papaver exile (Tosh.Yoshida, H.Sun & Grey-Wilson) Christenh. & Byng

## F
- Papaver fauriei (Fedde) Fedde ex Miyabe & Tatew.
- Papaver florindae (Kingdon-Ward) Christenh. & Byng
- Papaver forrestii (Prain) Christenh. & Byng

## G
- Papaver gabrielianae M.V.Agab.

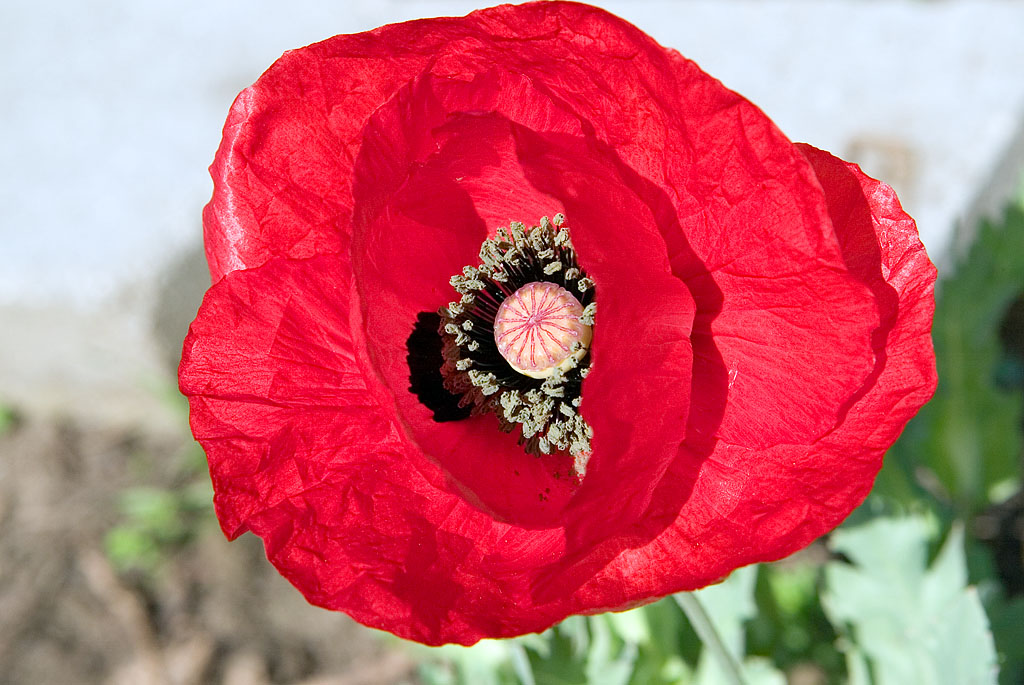
Papaver glaucum.

- Papaver ganeshense (Grey-Wilson) Christenh. & Byng
- Papaver georgei (G.Taylor) Christenh. & Byng
- Papaver glabrum Royle
- Papaver glaucum Boiss. & Hausskn.
- Papaver × godronii Rouy
- Papaver gorgoneum Cout.
- Papaver gorodkovii Tolm. & V.V.Petrovsky
- Papaver gorovanicum M.V.Agab.
- Papaver gracile Aucher ex Boiss.
- Papaver gracilipes (G.Taylor) Christenh. & Byng
- Papaver grande (Prain) Christenh. & Byng
- Papaver guilelmi-waldemarii (Klotzsch) Christenh. & Byng

## H
- Papaver halophilum (Fedde) Cullen

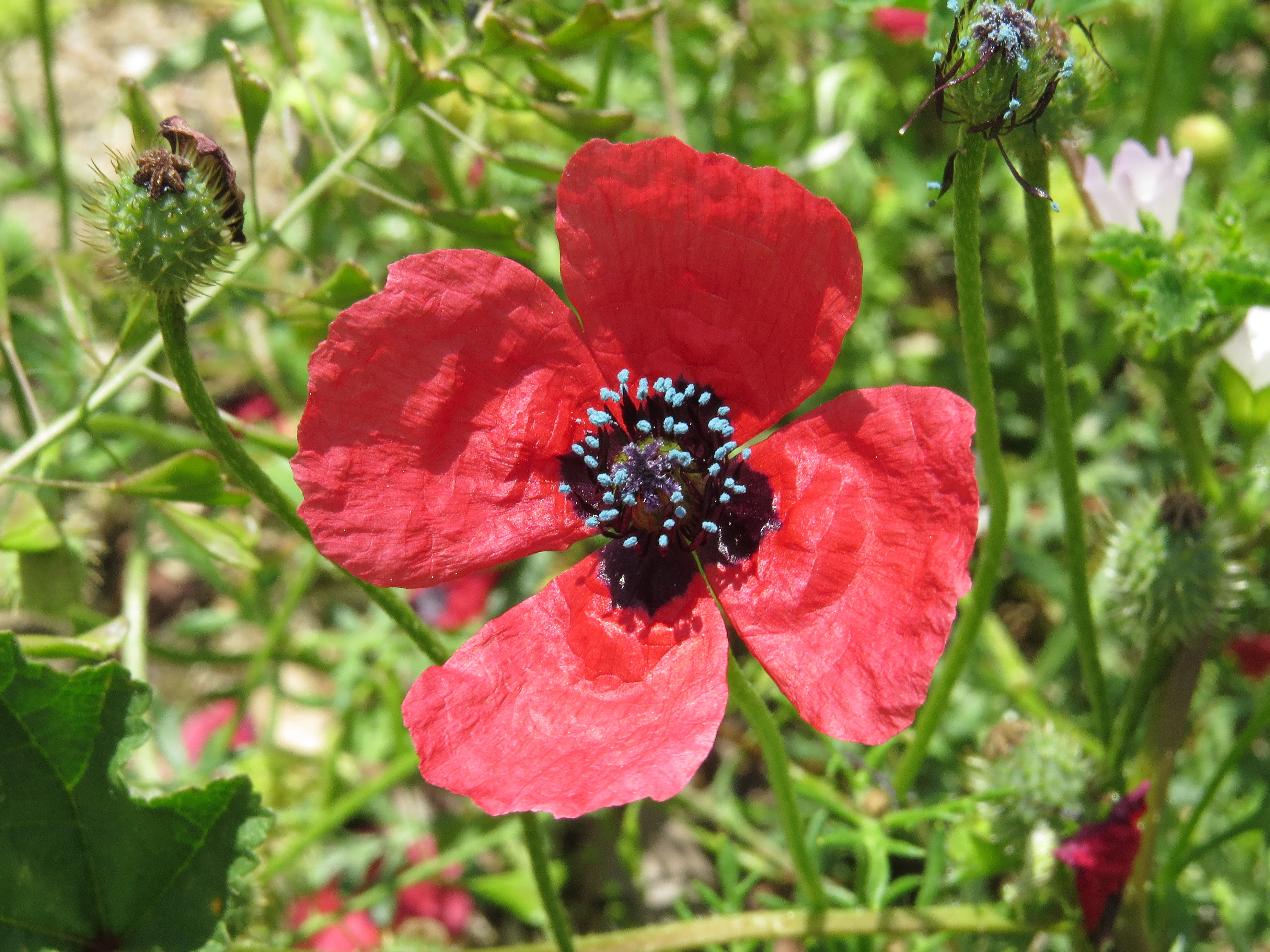
Papaver hybridum.

- Papaver henrici (Bureau & Franch.) Christenh. & Byng
- Papaver heterandrum (Tosh.Yoshida, H.Sun & Boufford) Christenh. & Byng
- Papaver heterophyllum (Benth.) Greene
- Papaver holophyllum Sam. ex Rech.f.
- Papaver horridulum (Hook.f. & Thomson) Christenh. & Byng
- Papaver hultenii Knaben
- Papaver humile Fedde
- Papaver hybridum L.
- Papaver hypsipetes V.V.Petrovsky

## I
- Papaver impeditum (Prain) Christenh. & Byng
- Papaver × intercedens Kubát
- Papaver involucratum Popov

## J
- Papaver jacuticum Peschkova

## K
- Papaver kachroianum Tabinda, Dar & Naqshi
- Papaver kafiristanicum Christenh. & Byng
- Papaver kluanense D.Löve
- Papaver × kongboense (Grey-Wilson) Christenh. & Byng
- Papaver kuvajevii Schaulo & Sonnikova

## L

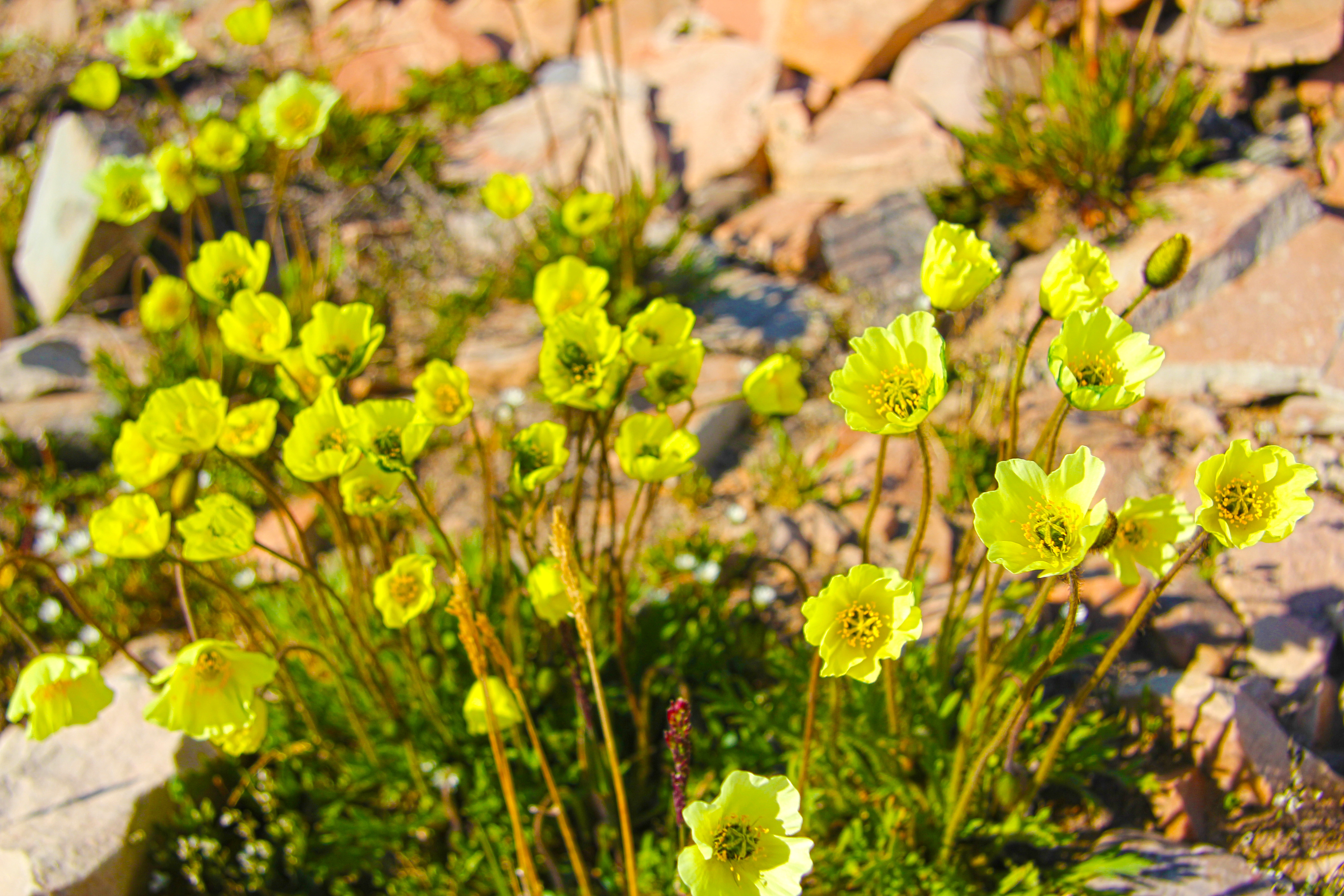
Papaver lapponicum.

- Papaver labradoricum (Fedde) Solstad & Elven
- Papaver laestadianum (Nordh.) Nordh.
- Papaver laevigatum M.Bieb.
- Papaver lamjungense (Tosh.Yoshida, H.Sun & Grey-Wilson) Christenh. & Byng
- Papaver lancifolium (Franch.) Christenh. & Byng
- Papaver lapeyrouseanum Gutermann ex Greuter & Burdet
- Papaver lapponicum (Tolm.) Nordh.
- Papaver lateritium K.Koch
- Papaver latifolium (Prain) Christenh. & Byng
- Papaver lecoqii Lamotte
- Papaver leiocarpum (Turcz.) Popov
- Papaver leucotrichum Tolm.
- Papaver lhasaense (Grey-Wilson) Christenh. & Byng
- Papaver libanoticum Boiss.
- Papaver lijiangense (Grey-Wilson) Christenh. & Byng
- Papaver lisae N.Busch
- Papaver luculentum Björk
- Papaver ludlowii (Grey-Wilson) Christenh. & Byng
- Papaver lyratum (H.A.Cummins & Prain) Christenh. & Byng

## M
- Papaver macounii Greene

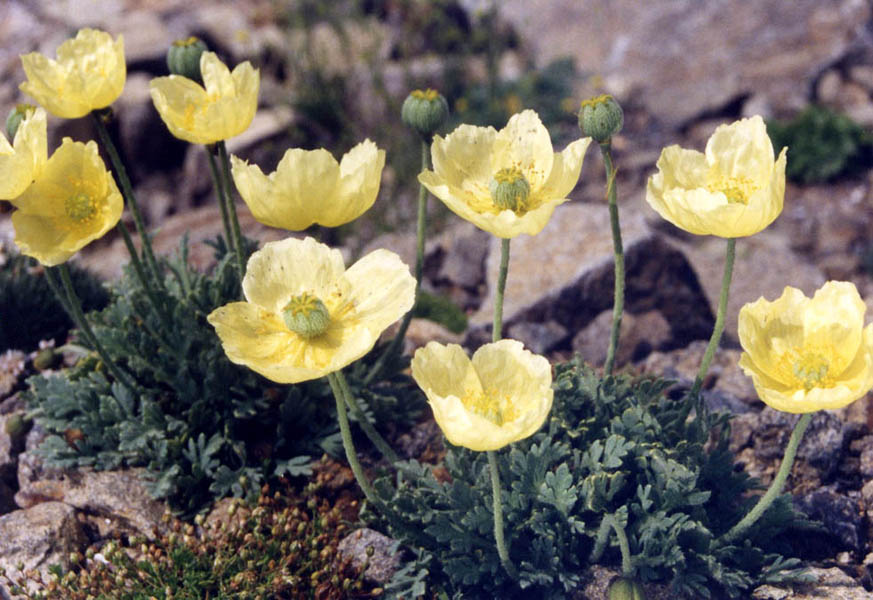
Papaver miyabeanum.

- Papaver macrostomum Boiss. & A.Huet
- Papaver mairei Batt.
- Papaver manasluense (P.A.Egan) Christenh. & Byng
- Papaver maschukense Mikheev
- Papaver mcconellii Hultén
- Papaver meiklei (Kadereit) M.V.Agab.
- Papaver microcarpum DC.
- Papaver minus (Boivin ex Bél.) Meikle
- Papaver minutiflorum Tolm.
- Papaver miyabeanum Tatew.
- Papaver multiradiatum V.V.Petrovsky
- Papaver muscicola (Tosh.Yoshida, H.Sun & Boufford) Christenh. & Byng

## N
- Papaver napaulense (DC.) Christenh. & Byng
- Papaver nigrotinctum Fedde
- Papaver nivale Tolm.
- Papaver nudicaule L.
- Papaver nyingchiense (L.H.Zhou) Christenh. & Byng

## O

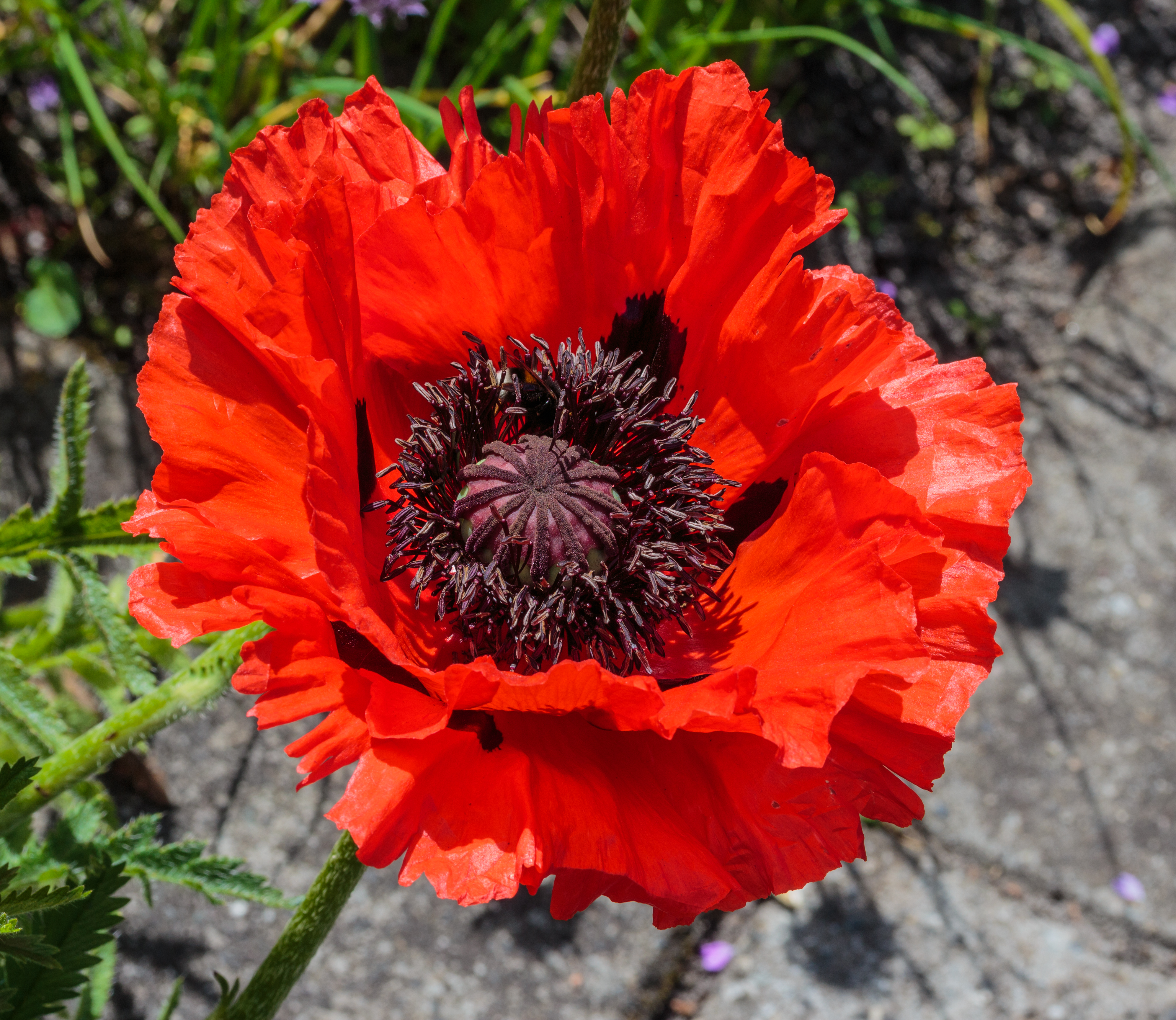
Papaver orientale.

- Papaver occidentale (Markgr.) H.E.Hess, Landolt & R.Hirzel
- Papaver ocellatum Woronow
- Papaver olchonense Peschkova
- Papaver oliverianum (Franch. ex Prain) Christenh. & Byng
- Papaver oreophilum Rupr.
- Papaver orientale L.
- Papaver ouvrardianum (Hand.-Mazz.) Christenh. & Byng

## P

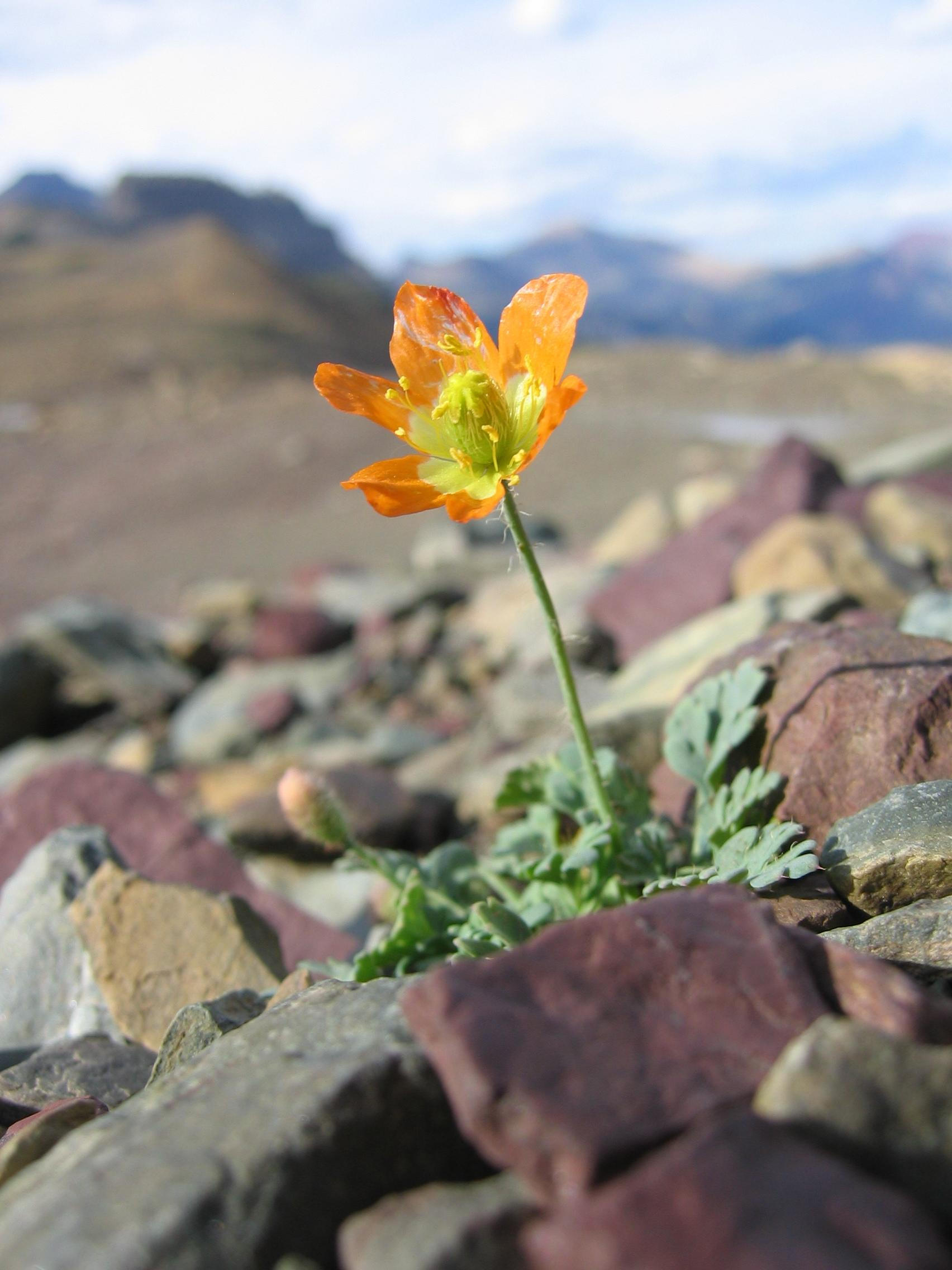
Papaver pygmaeum.

- Papaver pamporicum Tabinda, Dar & Naqshi
- Papaver paniculatum D.Don
- Papaver paphium M.V.Agab., Christodoulou & Hand
- Papaver pasquieri Dubuis & Faurel
- Papaver paucistaminum Tolm. & V.V.Petrovsky
- Papaver pavoninum Schrenk
- Papaver persicum Lindl.
- Papaver pilosum Sm.
- Papaver pinnatifidum Moris
- Papaver pinnatifolium (C.Y.Wu & H.Chuang) Christenh. & Byng
- Papaver piptostigma Bien. ex Fedde
- Papaver polare (Tolm.) Perfil.
- Papaver polygonoides (Prain) Christenh. & Byng
- Papaver popovii Sipliv.
- Papaver postii Fedde
- Papaver prainianum (Kingdon-Ward) Christenh. & Byng
- Papaver prattii (Prain) Christenh. & Byng
- Papaver primulinum (Prain) Christenh. & Byng
- Papaver pseudocanescens Popov
- Papaver pseudointegrifolium (Prain) Christenh. & Byng
- Papaver × pseudotrilobum (Wein) Fedde
- Papaver pseudovenustum (G.Taylor) Christenh. & Byng
- Papaver psilonomma (Farrer) Christenh. & Byng
- Papaver pulchellum (Tosh.Yoshida, H.Sun & Boufford) Christenh. & Byng
- Papaver pulvinatum Tolm.
- Papaver puniceum (Maxim.) Christenh. & Byng
- Papaver purpureomarginatum Kadereit
- Papaver pygmaeum Rydb.

## Q
- Papaver quintuplinervium (Regel) Christenh. & Byng

## R

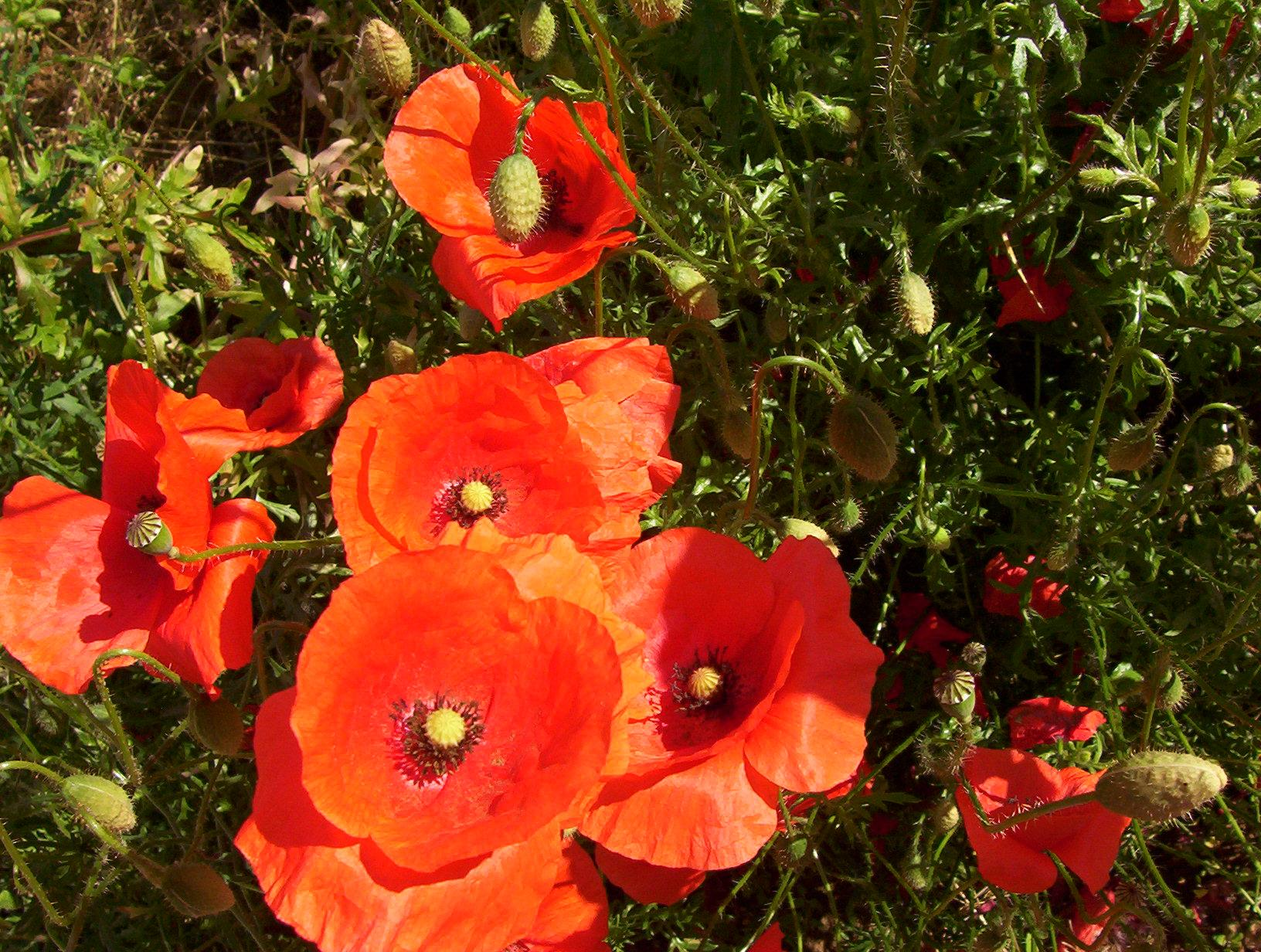
Papaver rhoeas.

- Papaver racemosum (Maxim.) Christenh. & Byng
- Papaver radicatum Rottb.
- Papaver rechingeri Kadereit
- Papaver refractum (DC.) K.-F.Günther
- Papaver regium (G.Taylor) Christenh. & Byng
- Papaver rhoeas L.
- Papaver robustum (Hook.f. & Thomson) Christenh. & Byng
- Papaver roseoalbum Björk
- Papaver roseolum M.V.Agab. & Fragman
- Papaver rubroaurantiacum (Fisch. ex DC.) C.E.Lundstr.
- Papaver rude (Prain) Christenh. & Byng
- Papaver rupifragum Boiss. & Reut.

## S
- Papaver saichanense Grubov
- Papaver schamurinii V.V.Petrovsky
- Papaver schelkovnikovii N.Busch
- Papaver setiferum Goldblatt
- Papaver setosum (Tolm.) Peschkova
- Papaver sheperdii Post ex Dinsm.

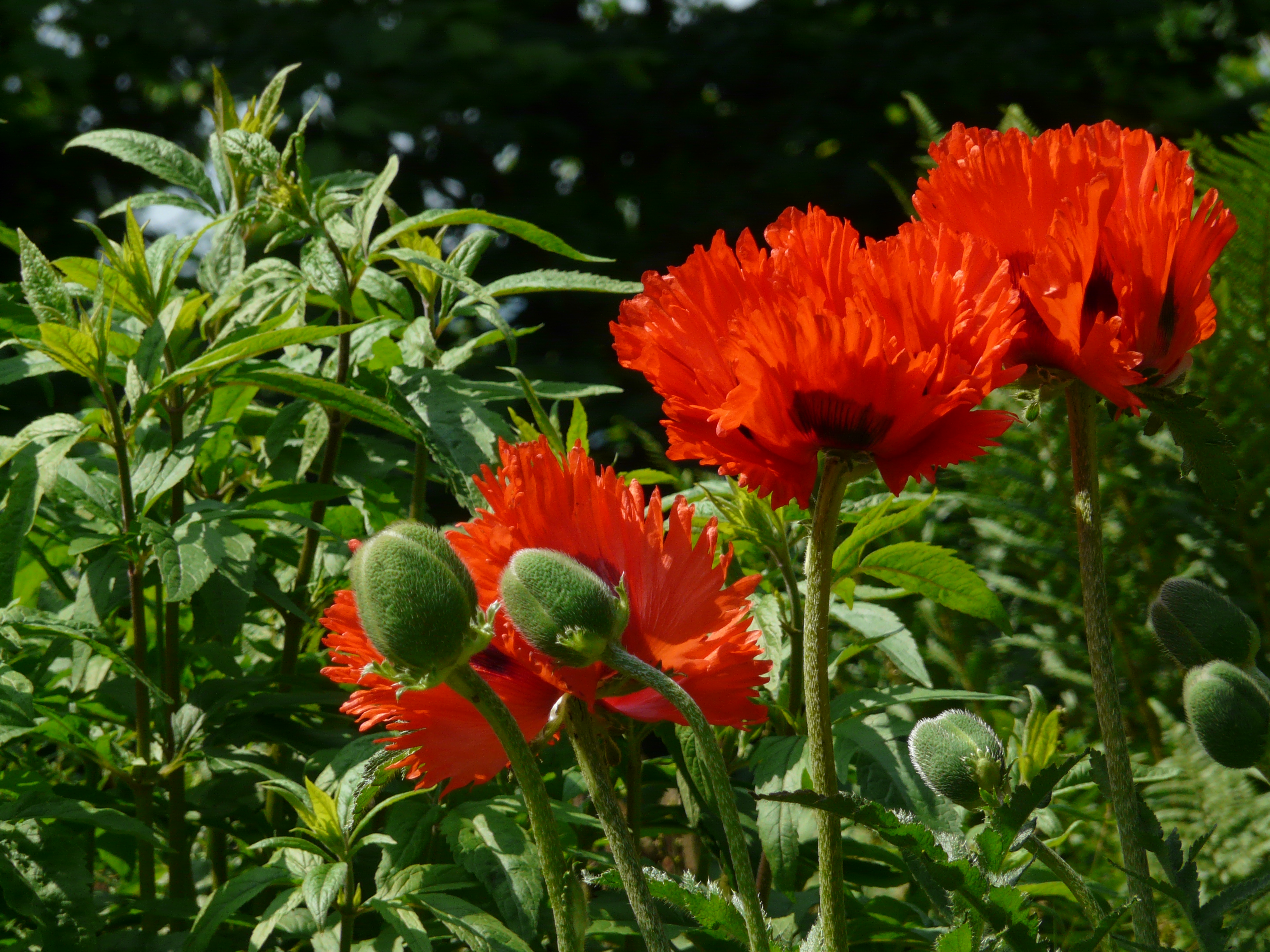
Papaver somniferum.

- Papaver sherriffii (G.Taylor) Christenh. & Byng
- Papaver simikotense (Grey-Wilson) Christenh. & Byng
- Papaver simplicifolium D.Don
- Papaver sinomaculatum (Grey-Wilson) Christenh. & Byng
- Papaver sinuatum (Prain) Christenh. & Byng
- Papaver sjunicicum M.V.Agab.
- Papaver smirnovii Peschkova
- Papaver smithianum (Hand.-Mazz.) Christenh. & Byng
- Papaver sokolovskajae Prob.
- Papaver somniferum L.
- Papaver staintonii (Grey-Wilson) Christenh. & Byng
- Papaver stanovense (Petroch.) Peschkova
- Papaver stewartianum Jajri & Qaiser
- Papaver × strigosum (Boenn.) Schur
- Papaver stubendorfii Tolm.
- Papaver sulphureum (Grey-Wilson) Christenh. & Byng
- Papaver superbum (King ex Prain) Christenh. & Byng

## T
- Papaver talyshense Grossh.
- Papaver tatricum (A.Nyár.) Ehrend.
- Papaver taylorii (L.H.J.Williams) Christenh. & Byng
- Papaver tenellum Tolm.
- Papaver tenuifolium Boiss. & Hohen.
- Papaver tianschanicum Popov
- Papaver tibeticum (Grey-Wilson) Christenh. & Byng
- Papaver tichomirovii Mikheev
- Papaver tolmatschevianum N.S.Pavlova
- Papaver torquatum (Prain) Christenh. & Byng
- Papaver × trilobum Wallr.
- Papaver × tuberculatum V.I.Dorof. & Murtaz.
- Papaver turczaninovii Peschkova

## U

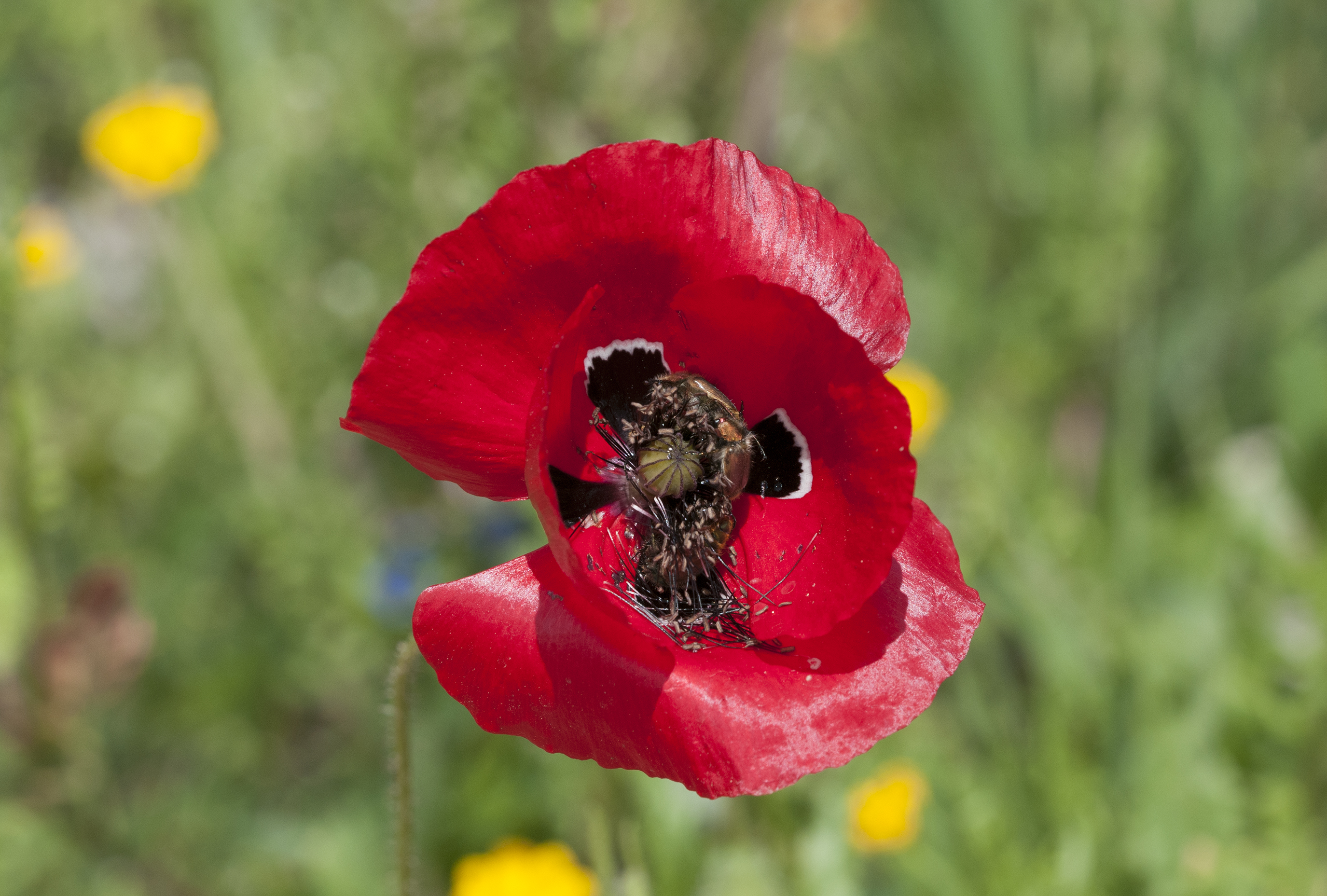
Papaver umbonatum.

- Papaver udocanicum (Peschkova) Peschkova
- Papaver umbonatum Boiss.

## V
- Papaver variegatum Tolm.
- Papaver venustum (Prain) Christenh. & Byng
- Papaver victoris Škornik & Wraber
- Papaver violaceum (Kingdon-Ward) Christenh. & Byng
- Papaver virchowii Asch. & Sint. ex Boiss.

## W
- Papaver wallichii (Hook.) Christenh. & Byng
- Papaver walpolei A.E.Porsild
- Papaver wilsonii (Grey-Wilson) Christenh. & Byng
- Papaver wumungense (K.M.Feng) Christenh. & Byng

## X
- Papaver xiangchengense (R.Li & Z.L.Dao) Christenh. & Byng

## Y
- Papaver yaoshanense (Tosh.Yoshida, H.Sun & Boufford) Christenh. & Byng
- Papaver yildirimlii Ertekin

## Z
- Papaver zangesurum Mikheev
- Papaver zangnanense (L.H.Zhou) Christenh. & Byng
- Papaver zhongdianense (Grey-Wilson) Christenh. & Byng